# Julio de Aquiles

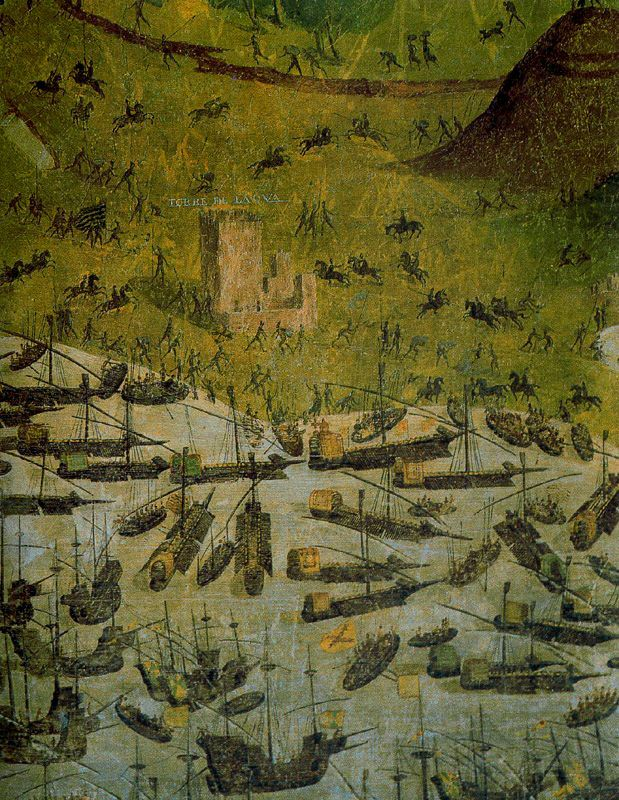
Expedición de Carlos V a Túnez, detalle de las pinturas murales de Julio Aquiles y Alejandro Mayner en la Torre del Peinador de la Reina en la Alhambra.

Julio de Aquiles (Roma (¿?)-Úbeda, 1556) fue un pintor italiano del Renacimiento español.
Hijo del pintor romano Marcantonio Aquiles y nieto de Antoniazzo Romano (también llamado Antonio Aquili), su formación se daría en el taller familiar. Discípulo de Giovanni da Udine -colaborador de Rafael de Urbino-, sus primeros trabajos se encaminaron a la decoración de las Logias Vaticanas.  
Su presencia en España, acompañado por el pintor Alejandro Mayner, viene justificada por el deseo del secretario imperial don Francisco de los Cobos de decorar los palacios que éste tenía en Valladolid y Úbeda (Jaén), y que se estaban construyendo por esa época siguiendo las trazas del arquitecto Luis de Vega.  
La primera noticia de Aquiles en España está datada en Valladolid, en 1533, cuando es nombrado por Alonso Berruguete, en compañía de Andrés de Náxera, como experto para valorar su trabajo en el retablo del monasterio de San Benito el Real.
En torno a 1537 está constatada la presencia de ambos pintores en Granada, trabajando en la Torre del Peinador de la Reina de la Alhambra, al servicio del emperador, el cual los contrató para decorar las habitaciones que acondicionó como residencia imperial, sin duda por recomendación de su secretario don Francisco de los Cobos. La presencia en solitario de Aquiles en la Alhambra está documentada en noviembre de 1545, así como en 1546 reclamando ciertos débitos por su trabajo en la Estufa. Este encargo le valió el reconocimiento por la historiografía tradicional española desde un primer momento; así lo asegura el tratadista Francisco Pacheco, el cual alaba el trabajo comentando «la cual pintura ha sido la que ha dado la buena luz que hoy se tiene».
Julio de Aquiles figura por primera vez como vecino de Úbeda en enero de 1550, fecha en la que vende al mercader ubetense Alonso de Baeza un joven esclavo negro llamado Pedro. No obstante su estancia en la ciudad debía haberse verificado con anterioridad, sin duda alguna para 1545, puesto que el derecho de vecindad requería algunos años de residencia. En Úbeda se construirá una segunda casa en la collación de Santa María (siguiendo trazas de Andrés de Vandelvira) en la que residió hasta su muerte. 
Gracias a su testamento otorgado el 18 de junio de 1556, sabemos que estaba casado con Isabel de Monzón, con la que tuve siete hijos: Jerónima, Juana, Antonio (que continuará el oficio paterno), Faustina, Luis, Lucía y Valentina. Fue enterrado en la desaparecida iglesia parroquial de Santo Tomás.
En Úbeda Aquiles realizará los frescos del Palacio de don Francisco de los Cobos y los de la Capilla del Camarero Vago en la Iglesia de San Pablo. Además de estos encargos, se encargará de realizar el retablo de la Capilla del Deán Ortega en la Iglesia de San Nicolás, el retablo de Mayor de Zambrana, el retablo de la Capilla de los Segura en la Iglesia de Santo Tomás, y otras obras, muchas de las cuales quedarán inacabadas a su muerte, tal y como comenta en su testamento el propio pintor. 
Fuera ya de Úbeda, Julio realizaba mancomunadamente el retablo mayor de Santa María de la villa de Torreperogil y el de la parroquia de Segura de la Sierra. Igualmente se le atribuye el diseño de algunos cartones para la elaboración de las vidrieras de la catedral de Granada.